# I crimini di Emily
I crimini di Emily (Emily the Criminal) è un film del 2022 diretto da John Patton Ford.
Presentato al Sundance Film Festival, il film è distribuito internazionalmente da Universal Pictures.

## Trama
Emily Benetto vive a Los Angeles e lavora consegnando cibo per un'azienda di catering. È profondamente indebitata dovendo ancora ripagare i suoi prestiti studenteschi. Una vecchia condanna per aggressione aggravata costituisce un enorme ostacolo nei colloqui che sostiene per ottenere un lavoro migliore.
Per sdebitarsi di un grande favore, un collega le fornisce un contatto per entrare a far parte del giro dei "dummy shopper", che promette di far guadagnare 200 dollari in una sola ora. Si tratta di fare acquisti con carte di credito rubate, di merce che poi verrà rivenduta dall'organizzazione. Uno dei capi di questa, Youcef, vista l'abilità con cui Emily ha effettuato il primo compito, le propone di guadagnare molto di più, ovviamente assumendo un rischio più alto. Emily accetta, ma l'acquisto dell'auto non va liscio come sperato e la giovane donna la spunta solo dopo aver sostenuto una colluttazione nella quale rimane ferita.
Youcef si prende cura di Emily, aspirante artista che desiderebbe girare il mondo, mentre lui ha programmato l'acquisto di una casa. Tra i due nasce un'intesa particolare e così Youcef permette ad Emily di creare carte di credito false e portare avanti l'attività di base da sola. Le dà un taser per proteggersi e le ordina di non vendere beni rubati a casa sua o di truffare lo stesso negozio due volte nella stessa settimana. Quando il compagno e cugino di Youcef, Khalil, li scopre insieme, Youcef nega di lavorare con Emily. Lei, mentre fa da dogsitter per la sua amica d'infanzia Liz, viene raggiunta a casa da due sedicenti acquirenti, che le sottraggono i guadagni, sequestrando anche il cane. Lei non si dà per vinta e, armata di taser, raggiunge gli aggressori e si riprende tutto con freddezza e decisione.
Mentre con Youcef nasce una storia d'amore, l'amica Liz offre ad Emily la possibilità di avere un colloquio nella prestigiosa agenzia pubblicitaria in cui lavora. Al colloquio si scopre però che l'offerta riguarda uno stage non retribuito e così Emily si ribella alla principale della sua amica, che le dà anche della viziata.
Khalil rivela quindi a Youcef che Emily è stata sorpresa a entrare nello stesso negozio due volte nella stessa settimana, spingendo i truffati a pubblicare online i filmati di sicurezza che la ritraggono. Come conseguenza Khalil esclude il cugino dalla rete di frodi e si rifiuta di pagargli l'arretrato di mesi. Youcef decide allora di rapinare la stessa organizzazione e chiede ad Emily di aiutarlo. Arrivati al magazzino scoprono che Khalil ha già svuotato tutto, compreso il loro conto corrente aziendale condiviso. Youcef è disperato ma Emily lo spinge a stanare il cugino e a riprendersi tutto con la violenza, sfruttando l'effetto sorpresa dato dal fatto che Khalil non lo riterrebbe mai capace di fare una cosa del genere.
L'agguato riesce, ma Youcef rimane gravemente ferito. Emily è costretta ad abbandonarlo e porta con sé il malloppo.
La polizia la cerca invano. Emily, rifugiatasi in America Latina, parlando in lingua spagnola, spiega ad un gruppo di persone il funzionamento delle frodi con le carte di credito, esattamente come fatto con lei a Los Angeles da Youcef e la sua banda.